# Ауреліу Бута
Ауреліу Габріел Улінея Бута (порт. Aurélio Gabriel Ulineia Buta, нар. 10 лютого 1997, Кабінда, Ангола) — португальський футболіст ангольського походження, фланговий захисник німецького клубу «Айнтрахт» (Франкфурт-на-Майні). На умовах оренди грає у Франції за «Реймс».

## Ігрова кар'єра

### Клубна
Ауреліу Бута займатися футболом почав у Португалії. Де він пройшов молодіжні команди клубів «Бейра-Мар» та «Бенфіка». У сезоні 2016\17 разом з молодіжною командою «Бенфіки» Бута грав у фіналі Юнацької ліги УЄФА, де поступилися австрійському «Зальцбургу».
Та далі молодіжної команди «Бенфіки» Бута не пішов і влітку 2017 року на правах оренди перейшов до бельгійського «Антверпена». 15 жовтня 2017 року футболіст зіграв першу гру у чемпіонаті Бельгії. Після закінчення оренди Бута залишився в «Антверпені» на постійній основі, підписавши з клубом контракт на три роки.
Влітку 2022 року Ауреліу Бута як вільний агент перейшов до німецького «Айнтрахта» з Франкфурта. Але через травму першу офіційну гру за клуб зміг зіграти лише 21 січня 2023 року проти «Шальке 04», де відзначився забитим голом.

### Збірна
У 2014 році Ауреліу Бута брав участь у юнацькому чемпіонаті Європи (U-17), що проходив на Мальті. На турнірі захисник провів чотири матчі.
У 2016 році у складі юнацької збірної Португалії (U-19) Бута грав на юнацькій першості Європи в Німеччині. Де також зіграв у чотирьох матчах.

## Титули
Бенфіка Б
- Фіналіст Юнацької ліги: 2016/17

Антверпен
 Переможець Кубка Бельгії: 2019/20